# Đa dạng địa học

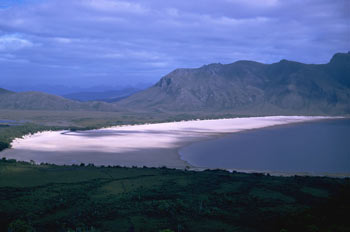
Hồ Pedder, phía tây nam Tasmania, trước khi bị ngập lụt như là một phần của sự phát triển thủy điện. Sự nhấn chìm tổ hợp địa mạo độc đáo và đặc trừn địa di sản này dưới 15 m nước là một trong nhiều yếu tố kích hoạt sự hình thành triết lý bảo tồn địa chất.

Đa dạng địa học là sự đa dạng của các vật liệu Trái Đất, các hình thức và quá trình cấu thành và định hình Trái Đất, toàn bộ hoặc một phần cụ thể của nó. Các vật liệu liên quan bao gồm khoáng sản, đá, trầm tích, hóa thạch, đất và nước. Các hình thức có thể bao gồm các nếp gấp, đứt gãy, địa mạo và các biểu hiện khác về hình thái hoặc quan hệ giữa các đơn vị vật chất Trái Đất. Bất kỳ quá trình tự nhiên nào tiếp tục hành động, duy trì hoặc sửa đổi vật liệu hoặc hình thức (ví dụ kiến tạo, vận chuyển trầm tích, hình thành thổ nhưỡng) đại diện cho một khía cạnh khác của đa dạng địa học. Tuy nhiên, đa dạng địa học thường không được xác định để bao gồm các cảnh quan, bê tông hoặc ảnh hưởng quan trọng khác của con người.

## Tổng quan
Đa dạng địa học không được phân bố đồng nhất và cũng không được nghiên cứu trên khắp hành tinh. Việc xác định các điểm nóng về đa dạng địa học (ví dụ như các đảo của Vương quốc Anh và Tasmania) có thể không chỉ đơn giản là sự phân bố của đa dạng địa học mà còn về tình trạng của các sáng kiến địa bảo tồn. Về vấn đề này, điều cần lưu ý là sự đa dạng sinh học của một hệ sinh thái bắt nguồn ít nhất một phần từ địa chất cơ bản của nó. Với phần lớn các loài sinh vật vẫn chưa được mô tả thì sự phân loại và định lượng đa dạng địa học không phải là một bài tập trừu tượng trong phân loại địa học mà là một phần tất yếu trong các nỗ lực bảo tồn thiên nhiên kỹ càng, và điều này cũng đòi hỏi cách tiếp cận đạo đức địa học.
Theo Jose Brilha đa dạng địa học có thể có giá trị khoa học hoặc có giá trị cho các khía cạnh khác. Đa dạng địa học có giá trị khoa học có thể là các địa di chỉ hoặc các yếu tố địa di sản ngoài di chỉ (ex situ). Tương tự như vậy đa dạng địa học có ít hoặc không có giá trị khoa học có thể được phân loại như là các điểm đa dạng địa học hoặc các yếu tố đa dạng địa học ex situ.
Đa dạng địa học cũng là một phần quan trọng của các giải pháp phát triển dựa trên thiên nhiên đôus với các thách thức môi trường toàn cầu và các nhu cầu tài nguyên thiên nhiên. Ví dụ, một nghiên cứu gần đây cho rằng sự thiếu vắng trầm trọng việc xem xét tính đa dạng địa học trong các công ước quốc tế và trong việc giám sát các nền tảng đặt ra một mối đe dọa trong việc được các Mục tiêu Phát triển bền vững của Liên Hợp Quốc.